# Eremaeozetes dividipeltatus
Eremaeozetes dividipeltatus är en kvalsterart som beskrevs av Sandór Mahunka 1985. Eremaeozetes dividipeltatus ingår i släktet Eremaeozetes och familjen Eremaeozetidae. Inga underarter finns listade i Catalogue of Life.